# Javořická vrchovina
Javořická vrchovina je geomorfologický celek Českomoravské vrchoviny. Jedná se o nejvyšší část vrchoviny (s plochou 624 km2, střední výška 604 m). Je tvořená horninami centrálního moldanubického plutonu, výrazně se uplatňují tvary ovlivněné vlastnostmi žul (skalní mísy, dutiny).

## Geomorfologické členění
Vrchovina se skládá ze dvou podcelků:
- Jihlavské vrchy (Javořice, 837 m n. m.)
- Novobystřická vrchovina (Vysoký kámen, 732 m n. m.)

### Jihlavské vrchy
- masivní severní část: Řásenská vrchovina s nejvyšším bodem Javořice
- střední část: Mrákotínská sníženina s velkými žulovými lomy u Mrákotína
- jižní část Pivničky (Hradisko, 761 m)

### Novobystřická vrchovina
Na jejím území se nachází výrazné kotliny:
- Kačležská – s četnými rybníky (Kačležský, Krvavý), rašeliniště
- Landštejnská – časté jsou tvary zvětrávání a odnosu žul
- Albeřská – v okolí Nové Bystřice, rybníkářská oblast, výběžek sníženiny z Rakouska
- Rudolecký prolom – úzká protáhlá sníženina protékaná v celé délce Bolíkovským potokem

Geomorfologické členění celé Českomoravské vrchoviny uvádí následující tabulka::
| Geomorfologické členění Českomoravské vrchoviny               | Geomorfologické členění Českomoravské vrchoviny | Geomorfologické členění Českomoravské vrchoviny |
| ------------------------------------------------------------- | ----------------------------------------------- | ----------------------------------------------- |
| ČESKÁ VYSOČINA • Česko-moravská subprovincie                  |                                                 |                                                 |
| KŘEMEŠNICKÁ VRCHOVINA                                         | Jindřichohradecká pahorkatina                   | Čihadlo (665 m)                                 |
| KŘEMEŠNICKÁ VRCHOVINA                                         | Pacovská pahorkatina                            | Lísek (760 m)                                   |
| KŘEMEŠNICKÁ VRCHOVINA                                         | Želivská pahorkatina                            | Na altánku (634 m)                              |
| KŘEMEŠNICKÁ VRCHOVINA                                         | Humpolecká vrchovina                            | Křemešník (769 m)                               |
| HORNOSÁZAVSKÁ PAHORKATINA                                     | Kutnohorská plošina                             | Za stodolami (537 m)                            |
| HORNOSÁZAVSKÁ PAHORKATINA                                     | Světelská pahorkatina                           | Žebrákovský kopec (601 m)                       |
| HORNOSÁZAVSKÁ PAHORKATINA                                     | Havlíčkobrodská pahorkatina                     | Roudnice (661 m)                                |
| HORNOSÁZAVSKÁ PAHORKATINA                                     | Jihlavsko-sázavská brázda                       | Kázek (567 m)                                   |
| ŽELEZNÉ HORY                                                  | Chvaletická pahorkatina                         | bezejmenný (450 m)                              |
| ŽELEZNÉ HORY                                                  | Sečská vrchovina                                | Vestec (668 m)                                  |
| HORNOSVRATECKÁ VRCHOVINA                                      | Žďárské vrchy                                   | Devět skal (836 m)                              |
| HORNOSVRATECKÁ VRCHOVINA                                      | Nedvědická vrchovina                            | Horní les (772 m)                               |
| KŘIŽANOVSKÁ VRCHOVINA                                         | Bítešská vrchovina                              | Harusův kopec (743 m)                           |
| KŘIŽANOVSKÁ VRCHOVINA                                         | Brtnická vrchovina                              | Velký Špičák (734 m)                            |
| KŘIŽANOVSKÁ VRCHOVINA                                         | Dačická kotlina                                 | Ivanův kopec (644 m)                            |
| JAVOŘICKÁ VRCHOVINA                                           | Jihlavské vrchy                                 | Javořice (837 m)                                |
| JAVOŘICKÁ VRCHOVINA                                           | Novobystřická vrchovina                         | Vysoký kámen (732 m)                            |
| JEVIŠOVICKÁ PAHORKATINA                                       | Jemnická kotlina                                | Vráž (576 m)                                    |
| JEVIŠOVICKÁ PAHORKATINA                                       | Bítovská pahorkatina                            | Suchá hora (571 m)                              |
| JEVIŠOVICKÁ PAHORKATINA                                       | Jaroměřická kotlina                             | Zadní hora (634 m)                              |
| JEVIŠOVICKÁ PAHORKATINA                                       | Znojemská pahorkatina                           | Na skalném (556 m)                              |
| PROVINCIE • Subprovincie / Oblast / CELEK • Podcelek • Vrchol |                                                 |                                                 |

Přehled nejvyšších a nejprominentnějších hor a kopců obsahuje Seznam vrcholů v Javořické vrchovině.